# 磯千鳥重五郎
磯千鳥 重五郎（いそちどり じゅうごろう、1867年（慶応2年12月）- 1922年（大正11年）9月）は、明治時代の大相撲力士。本名笹島 重太郎。最高位十両5枚目。年寄9代玉ノ井。

## 略歴
富山県砺波郡東石黒村（のち西砺波郡東石黒村→東砺波郡福野町、現南砺市）生まれ。玉ノ井部屋に入門し、1889年1月磯千鳥の四股名で序ノ口に就く。1895年幕下に上がる。1900年に師匠玉ノ井が亡くなり、1902年1月より二枚鑑札となり玉ノ井に改名。1902年5月新十両。十両在位3場所で幕下に陥落し、最終的には1909年6月場所で三段目にまで陥落して引退し、年寄専務になる。
1922年9月死去、55歳没。

## 成績
- 番付在位場所数：42場所
- 通算成績：少なくとも20勝24敗2分が確認できる。
- 十両在位：3場所
- 十両成績：7勝16敗

### 場所別成績
| 1889年 （明治22年） | 序ノ口 –                         | 東序二段47枚目 –                 |
| 1890年 （明治23年） | 東序二段2枚目 –                  | 西序二段15枚目 –                 |
| 1891年 （明治24年） | 西三段目24枚目 –                 | 東三段目34枚目 –                 |
| 1892年 （明治25年） | 東三段目39枚目 –                 | 西三段目26枚目 –                 |
| 1893年 （明治26年） | 西三段目18枚目 –                 | 西三段目13枚目 –                 |
| 1894年 （明治27年） | 西三段目3枚目 –                  | 西三段目9枚目 –                  |
| 1895年 （明治28年） | 西三段目7枚目 –                  | 西幕下25枚目 0–1 （対十両戦）    |
| 1896年 （明治29年） | 西幕下26枚目 –                   | 東幕下12枚目 –                   |
| 1897年 （明治30年） | 西幕下10枚目 –                   | 西幕下5枚目 2–0 （対十両戦）     |
| 1898年 （明治31年） | 西幕下8枚目 1–1 （対十両戦）     | 西幕下2枚目 1–0 1分 （対十両戦） |
| 1899年 （明治32年） | 東幕下10枚目 –                   | 東幕下2枚目 1–1 （対十両戦）     |
| 1900年 （明治33年） | 東幕下5枚目 0–1 （対十両戦）     | 西幕下6枚目 2–0 （対十両戦）     |
| 1901年 （明治34年） | 西幕下筆頭 0–1 （対十両戦）      | 西幕下7枚目 1–0 （対十両戦）     |
| 1902年 （明治35年） | 東幕下3枚目 4–1 1分 （対十両戦） | 東十両5枚目 3–6                  |
| 1903年 （明治36年） | 西十両8枚目 3–3                  | 西十両8枚目 1–7                  |
| 1904年 （明治37年） | 東幕下筆頭 0–1 （対十両戦）      | 東幕下8枚目 1–1 （対十両戦）     |
| 1905年 （明治38年） | 東幕下16枚目 –                   | 東幕下19枚目 –                   |
| 1906年 （明治39年） | 東幕下20枚目 –                   | 西幕下19枚目 –                   |
| 1907年 （明治40年） | 西幕下28枚目 –                   | 西幕下37枚目 –                   |
| 1908年 （明治41年） | 東幕下45枚目 –                   | 西幕下57枚目 –                   |
| 1909年 （明治42年） | 西幕下48枚目 –                   | 西三段目5枚目 引退 –             |
| 各欄の数字は、「勝ち-負け-休場」を示す。 優勝 引退 休場 十両 幕下 三賞：敢=敢闘賞、殊=殊勲賞、技=技能賞 その他：★=金星 番付階級：幕内 - 十両 - 幕下 - 三段目 - 序二段 - 序ノ口 幕内序列：横綱 - 大関 - 関脇 - 小結 - 前頭（「#数字」は各位内の序列） |                                  |                                  |

- 幕下以下の地位は小島貞二コレクションの番付実物画像による。

## 改名歴
- 五十千鳥 十太郎 - 1889年5月場所 - 1890年5月場所
- 磯千鳥 十五郎 - 1891年1月場所 -1892年5月場所
- 磯千鳥 十吉 - 1893年1月場所 - 1894年1月場所
- 磯千鳥 重五郎 - 1894年5月場所 - 1902年1月場所（番付上）
  - 以上、番付表記は場所により、上の名前は「磯千鳥」・「礒千鳥」・「五十千鳥」、下の名前は「重五郎」・「十五郎」（大半の場所で「十五郎」）の表記揺れあり。
- 玉ノ井 重五郎 - 1902年1月場所（出場） - 1902年5月場所
  - 1902年1月場所は番付表記「五十千鳥 十五郎」だが、「玉ノ井」に改名して出場。
- 玉ノ井 福治 - 1903年1月場所 - 1909年6月場所
  - 下の名前は場所により「福治」・「福司」・「福二」の表記揺れあり。